# Sage (personaje)
Ling Ying Wei (en chino: 魏玲瑩), más conocido como Sage es un personaje que pertenece al videojuego (creado por Riot Games), Valorant. Fue revelado oficialmente el 4 de abril de 2020 en la versión Beta del juego.

## Historia
Ling Ying Wei es una monje radiante procedente de la meseta tibetana en China. Tras convertirse en agente del Protocolo VALORANT como su séptimo recluta, "Sage", Ling fue capaz de abrirse camino rápidamente en los rangos, y los superiores del Protocolo identificaron en ella cualidades naturales de liderazgo. En la actualidad, Sage participa activamente en el reclutamiento y la formación de agentes radiantes de VALORANT, interactuando con múltiples nuevos radiantes tras su reclutamiento y asumiendo el liderazgo de su programa de formación de radiantes.

## Personalidad
Descrita como un baluarte, Sage es una agente que siempre mira por sus compañeros de equipo y les ofrece ayuda siempre que puede. Ha asumido plenamente sus poderes, que le otorgan el control de la vida, y desea utilizarlos para mantener a su equipo con vida el mayor tiempo posible. Más tranquila y serena que algunos de sus aliados más enérgicos, Sage siempre transmite palabras alentadoras para animar al equipo y guiarlo hacia la victoria.

## Apariencia
Sage es una mujer de piel clara, aparentemente alta, con un pelo negro muy largo que le llega a las rodillas. Su ropa interior es negra y la exterior, más holgada, blanca. También viste de verde, como cuello, cinturón y diseño en su ropa exterior. Como accesorios, lleva sus orbes verdes alrededor de la parte inferior del cuerpo y otros más pequeños como pendientes.